# 尼德莫爾 (喬治亞州埃科爾斯縣)
尼德莫爾爾（英語：Needmore）是位於美國喬治亞州埃科爾斯縣的一個非建制地區。該地的面積和人口皆未知。

## 地理
尼德莫爾爾的座標為30°40′45″N 82°42′41″W / 30.67917°N 82.71139°W，而該地的平均海拔高度為40米（即131英尺）。